# Barling (Arkansas)
Barling ist eine Stadt im Sebastian County im US-amerikanischen Bundesstaat Arkansas. Im Jahre 2000 hatte der Ort 4176 Einwohner. Der Ort gehört zum Metropolgebiet Fort Smith.

## Geografie
Nach den Angaben des United States Census Bureaus hat die Stadt eine Fläche von 57,2 km², wovon 56,8 km² auf Land und 0,3 km² (= 0,59 %) auf Gewässer entfallen.

## Demografische Daten
Zum Zeitpunkt des United States Census 2000 bewohnten Barling 4176 Personen. Die Bevölkerungsdichte betrug 73,5 Personen pro km². Es gab 1697 Wohneinheiten, durchschnittlich 29,9 pro km². Die Bevölkerung bestand zu 87,05 % aus Weißen, 1,39 % Schwarzen oder African American, 1,87 % Native American, 5,10 % Asian, 0,02 % Pacific Islander, 2,04 % gaben an, anderen Rassen anzugehören und 2,54 % nannten zwei oder mehr Rassen. 3,98 % der Bevölkerung erklärten, Hispanos oder Latinos jeglicher Rasse zu sein.
Die Bewohner Barlings verteilten sich auf 1599 Haushalte, von denen in 35,2 % Kinder unter 18 Jahren lebten. 53,3 % der Haushalte stellten Verheiratete, 12,6 % hatten einen weiblichen Haushaltsvorstand ohne Ehemann und 29,8 % bildeten keine Familien. 26,5 % der Haushalte bestanden aus Einzelpersonen und in 10,3 % aller Haushalte lebte jemand im Alter von 65 Jahren oder mehr alleine. Die durchschnittliche Haushaltsgröße betrug 2,54 und die durchschnittliche Familiengröße 3,07 Personen.
Die Stadtbevölkerung verteilte sich auf 26,5 % Minderjährige, 8,7 % 18–24-Jährige, 30,3 % 25–44-Jährige, 21,8 % 45–64-Jährige und 12,7 % im Alter von 65 Jahren oder mehr. Das Durchschnittsalter betrug 36 Jahre. Auf jeweils 100 Frauen entfielen 86,9 Männer. Bei den über 18-Jährigen entfielen auf 100 Frauen 85,9 Männer.
Das mittlere Haushaltseinkommen in Barling betrug 37.605 US-Dollar und das mittlere Familieneinkommen erreichte die Höhe von 41.421 US-Dollar. Das Durchschnittseinkommen der Männer betrug 28.218 US-Dollar, gegenüber 22.936 US-Dollar bei den Frauen. Das Pro-Kopf-Einkommen in Barling war 16.485 US-Dollar. 11,9 % der Bevölkerung und 10,0 % der Familien hatten ein Einkommen unterhalb der Armutsgrenze, davon waren 15,8 % der Minderjährigen und 14,3 % der Altersgruppe 65 Jahre und mehr betroffen.